# FK Bor
FK Bor (Servisch: ФК Бор) is een Servische voetbalclub uit de stad Bor.
In 1968 haalde de club als 2de klasser de bekerfinale en verloor die met zware 7-0 cijfers van Rode Ster Belgrado. Dat jaar werd ook de titel in de 2de klasse behaald en omdat Rode Ster landskampioen werd mocht Bor meteen aantreden in Europa. Bor werd uitgeloot tegen de latere winnaar Slovan Bratislava en verloor in Bratislava met 3-0, thuis kon het met 2-0 winnen zodat Bor met opgeheven hoofd de competitie kon verlaten.
In de Joegoslavische competitie werd Bor 13 op 18 clubs. Na een 14de plaats in 1970 volgde een degradatie in 1971. Na één seizoen keerde Bor terug en vocht 3 seizoenen tegen degradatie, een strijd die het in 1975 verloor, daarna kon de club niet meer terugkeren naar de hoogste klasse.

## Bor in Europa
#R = #ronde, T/U = Thuis/Uit, W = Wedstrijd, PUC = punten UEFA coëfficiënten .
Uitslagen vanuit gezichtspunt FK Bor
| Seizoen | Competitie   | Ronde | Land              | Club              | Totaalscore | 1e W    | 2e W    | PUC |
| ------- | ------------ | ----- | ----------------- | ----------------- | ----------- | ------- | ------- | --- |
| 1968/69 | Europacup II | 1R    | Vlag van Tsjechië | Slovan Bratislava | 2-3         | 0-3 (U) | 2-0 (T) | 2.0 |

Totaal aantal punten voor UEFA coëfficiënten: 2.0